# Западна Африка
Западна Африка је најзападнија регија афричког континента. Геополитички, Уједињене нације дефиниција западне Африке се подудара са најуобичајенијим препознавањем регије, и укључује 16 држава: Бенин, Буркина Фасо, Гамбија, Гана, Гвинеја, Гвинеја Бисао, Либерија,  Мали, Мауританија, Нигер, Нигерија, Обала Слоноваче, Сенегал, Сијера Леоне, Того, Зеленортска Острва; и острва Света Јелена, Асенсион и Тристан да Куња, које чине британску територију у јужном Атлантском океану.
У ширем географском смислу, у ову регију се понекад укључује и Магреб (арап.  — „запад”), регија у северозападној Африци у којој се налазе Мароко (заједно са Западном Сахаром), Алжир, Тунис и понекад Либија (види Северна Африка).
Западна Африка је подручје са великим распоном географије, биорегија и култура. Орјентисана је западно од имагинарне осе север-југ углавном на подручју које се данас назива Афричком удубином. Атлантски океан формира западне и јужне границе регије. Северну границу чини пустиња Сахара, а најсевернији део регије уопштено се сматра Нигерски прегиб. Источна граница је мање прецизна, па је неки смештају на Бене Тру, а други на линију која иде од планине Камерун до језера Чад.
Модерне границе савремених западноафричких држава одражавају некадашње колонијалне границе које прелазе етничке и културне линије, па често деле појединачне етничке групе између двеју или више држава.
Назива се још и Гвинејском Африком; тај назив је добила због тога што излази на Гвинејски залив.

## Географија
Западна Африка обухвата део континента између Сахаре на северу и Гвинејског залива на југу. Састоји се од неколико паралелних појасева. На југу и западу је ниско приморје, средишњим делом пружа се виши Судан (природно географска целина, не држава), а на северу су степски и полупустињски Сахел и југозападни делови пустиње Сахаре.
На обалама Гвинејског залива Европљани су остварили јачи утицај него у осталим деловима тзв. црне Африке. Стари регионални називи за поједине делове приморја Западне Африке (Златна обала, Обала слоноваче, Обала робова, Обала бибера) указују на интересе европских колонијалних сила. Најјачи утицај имала је Француска, нешто мањи Велика Британија, а врло мали Португалија и Шпанија. Либерију су као формално независну државу основале Сједињене Америчке Државе 1847. године с намером да се у њу враћају црнци ослобођени у Америци, али данас у тој држави живи само неколико десетина хиљада потомака ослобођених америчких робова.

## Вегетација и клима
С обзиром на климатско-вегетационе прилике, Западну Африку карактеришу тропска обележја у приморју, саванска у Судану и степско-полупустињска и пустињска у Сахелу и јужној Сахари.
У приморју је клима током целе године врућа и влажна што погодује расту бујних тропских кишних шума. Обилне количине екваторских киша додатно се повећавају падавинама које доносе влажни ветрови с Атлантског океана, па су у неким деловима веће од 2.500 mm. Уз обалу има доста мангрова, вегетације с густом мрежом корења које се често уздиже изнад воде у мочварним и муљевитим пределима.
Према унутрашњости кишно раздобље је све краће, а количине падавина све мање, па у том делу овог подручја преовлађују саване и листопадне шуме. Још даље на северу (Сахел) саване прелазе у степе и полупустиње које на многим местима готово неприметно попримају пустињске карактеристике.

## Становништво и привреда
Западна Африка је најгушће насељена област афричког континента. Најнасељенија је Нигерија која је с више од сто милиона становника најмногољуднија афричка држава. Насупрот њој, државе на северу без излаза на море - Мали, Нигер и Чад - убрајају се међу најређе насељене земље на свету.
Земље Западне Африке карактерише велика измешаност и разноликост многих племена и народа. Већину становништва чине припадници негроидне расе, али су значајни арапски и берберски утицаји са севера, што се највише види у раширености исламске вере.
Становништво регије је концентрисано у појасу уз Гвинејски залив и у плодним речним долинама, док је Сахел (државе Мауританија, Мали, Нигер, Чад) ретко насељен. Природни прираштај је веома висок, скоро половина становништва је млађа од 15 година. Много људи у западној (и централној) Африци страда од болести спавања коју преноси мува це-це, која напада људе и стоку.
Западна Африка је по много чему најсиромашније подручје на свету. Осим мале острвске државе Зеленортских Острва, ни у једној земљи бруто друштвени производ по становнику није већи од 800 америчких долара. Главне привредне гране су земљорадња и сточарство. На плантажама је развијена производња тропских култура (какао, када, банане, кикирики, дуван, памук) намењених извозу. Рудна богатства су велика, али се недовољно користе - осим нафте у Нигерији, злата у Гани и боксита у Гвинеји.